# (16657) 1993 UB
1993 يو بي (ويعرف أيضًا باسم (16657) 1993 يو بي وفق تسمية الكوكب الصغير) (بالإنجليزية: 1993 UB)‏ هو كويكب ضمن حزام الكويكبات؛ وترتيبه 16657 من حيث الاكتشاف.
اكتُشف هذا الجُرم الفلكي بواسطة روبرت إتش ماكنوت في 23 أكتوبر 1993.

## وصلات خارجية
- (16657) 1993 UB في قاعدة بيانات مختبر الدفع النفاث لأجرام النظام الشمسي الصغيرة

- الاكتشاف · مخطط المدار ·  العناصر المدارية · المعلمات المادية

- (16657) 1993 UB على موقع ويكي سكاي: DSS2, SDSS, GALEX, IRAS, Hydrogen α, X-Ray, Astrophoto, Sky Map, Articles and images